# Coradion
Coradion là một chi cá biển thuộc họ Cá bướm. Những loài trong chi này được tìm thấy từ biển Andaman trải dài đến vùng biển các nước Đông Nam Á, Úc và các đảo quốc thuộc Melanesia.

## Từ nguyên
Từ coradion được ghép bởi hai âm tiết trong tiếng Hy Lạp cổ đại, kórē (κόρη; "đồng tử") và adion ("ở hai bên hông"), hàm ý có lẽ đề cập đến đốm đen (to như mắt) ở trên vây lưng của C. chryzozonus.

## Hình thái chung
Cả ba loài đều có chiều dài cơ thể do được là từ 15 cm trở lên.
Các loài Coradion có bốn dải sọc trên cơ thể: cặp sọc giữa chữ V kéo dài xuống vị trí vây bụng, hai sọc còn lại, một trên đầu băng qua mắt, và một ở thân sau. Thân sau thường có đốm đen viền trắng xanh, có thể xuất hiện ở cá trưởng thành. C. altivelis có vây lưng và vây hậu môn hình tam giác, vươn cao hơn hai loài Coradion còn lại.

## Các loài
Có ba loài được công nhận trong chi này, bao gồm:
- Coradion altivelis McCulloch, 1916
- Coradion chrysozonus (Cuvier, 1831)
- Coradion melanopus (Cuvier, 1831)

## Sinh thái học
Cả ba loài Coradion đều sống trên các rạn viền bờ, nơi có nhiều hải miên (bọt biển) phát triển vì đây là thức ăn ưa thích nhất của chúng, mặc dù được xếp vào nhóm loài ăn tạp. Coradion hầu như không xuất hiện trong ngành buôn bán cá cảnh.